# Tang Xijing
Tang Xijing (唐茜靖S, Táng XījìngP; Pechino, 3 gennaio 2003) è una ginnasta cinese, vice campionessa del mondo all around nel 2019.

## Carriera junior
Tang Xijing è stata vicecampionessa cinese juniores ai campionati nazionali di categoria che si sono svolti nel 2016. L'anno successivo partecipa ai suoi primi campionati nazionali senior giungendo al quarto posto nel concorso individuale, e nel 2018 sale sul podio ottenendo il terzo posto. Raggiunge l'apice della propria carriera juniores disputando i Giochi olimpici giovanili di Buenos Aires 2018, dove vince la medaglia d'oro alla trave e il bronzo alle parallele asimmetriche, oltre a classificarsi quarta nel concorso individuale e al corpo libero.

## Carriera senior

### 2019
Prende parte ai Campionati mondiali di Stoccarda 2019 piazzandosi al quarto posto con la squadra. Nella fase di qualificazione del concorso individuale, col 21º posto, si piazza dietro le connazionali Liu Tingting (6º posto) e Li Shijia (7º posto), ma, in seguito alla scarsa prestazione nella gara a squadre, la capitana della nazionale cinese Liu Tingting viene rimpiazzata proprio da Tang Xijing che nella finale conquista l'argento dietro la statunitense Simone Biles e precedendo la russa Angelina Mel'nikova.

### 2020
Partecipa ai Campionati nazionali, dove vince l'argento con la squadra, e ai Campionati individuali, dove vince l'oro nell'all-around e due argenti a parallele e corpo libero.

### 2021
Ai Campionati nazionali vince nuovamente l'argento con la squadra e il bronzo alla trave.
Il 3 luglio viene scelta per la squadra olimpica insieme a Zhang Jin, Ou Yushan e Lu Yufei.
Il 25 luglio prende parte alle Qualifiche, tramite le quali la nazionale cinese accede alla finale a squadre col terzo punteggio, mentre individualmente si qualifica all'ottavo posto per la finale all-around e al secondo per la finale alla trave.
Il 27 luglio la squadra cinese prende parte alla finale, concludendo al settimo posto.
Il 29 luglio partecipa alla finale all-around terminando in settima posizione.
Il 3 agosto partecipa alla finale alla trave, vincendo la medaglia d'argento dietro alla connazionale Guan Chenchen.